# Twardawa
Twardawa (1936–1945 Hartenau) ist eine Ortschaft in Oberschlesien. Twardawa liegt in der Gemeinde Oberglogau (Głogówek) im Powiat Prudnicki (Kreis Neustadt O.S.) in der polnischen Woiwodschaft Oppeln.

## Geographie

### Geographische Lage
Das Angerdorf Twardawa liegt neun Kilometer östlich vom Gemeindesitz Oberglogau, 30 Kilometer östlich von der Kreisstadt Prudnik (Neustadt O.S.) und 37 Kilometer südlich von der Woiwodschaftshauptstadt Opole (Oppeln). Der Ort liegt in der Nizina Śląska (Schlesische Tiefebene) innerhalb der Kotlina Raciborska (Ratiborer Becken). Durch den Ort fließt die Straduna, ein linker Zufluss der Oder. 
Durch den Ort führt die Woiwodschaftsstraße Droga krajowa 40. Nördlich von Twardawa verläuft die Bahnstrecke von Prudnik (Neustadt O.S.) nach Koźle (Cosel), die im Ort einen Haltepunkt hat.

### Ortsteile
Ortsteile von Twardawa sind die Weiler Malkowice (Vorwerk Steinau), Marianków (Vorwerk Marienhof) und Korea.

### Nachbarorte
Nachbarorte von Twardawa sind im Nordwesten Rosnochau (Rozkochów), im Nordosten der Weiler Malkowitz (Malkowice) und Dobersdorf (Dobieszowice), im Osten der Weiler Marienhof (Marianków) und Nesselwitz (Pokrzywnica), im Süden Trawniki (Trawnig) und im Südwesten Schwesterwitz (Zwiastowice).

## Geschichte

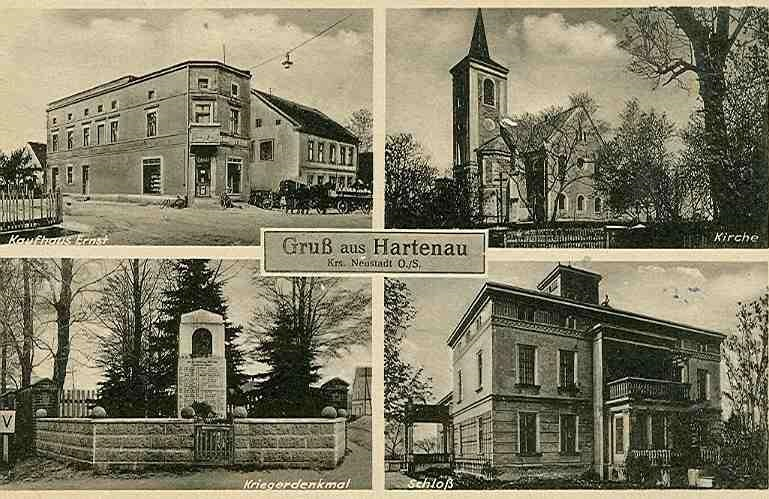
Ansichten des Ortes aus den 1930er Jahren

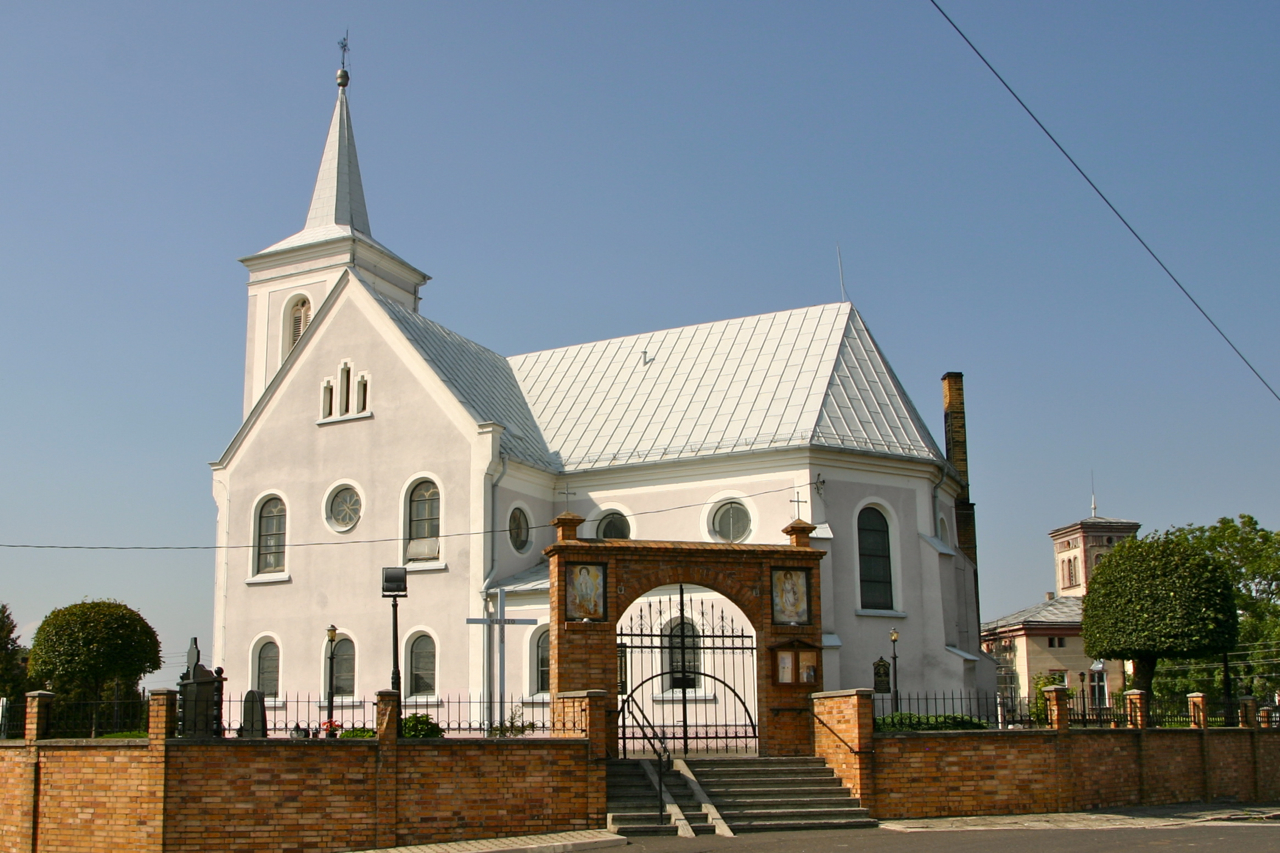
Kirche St. Margareta

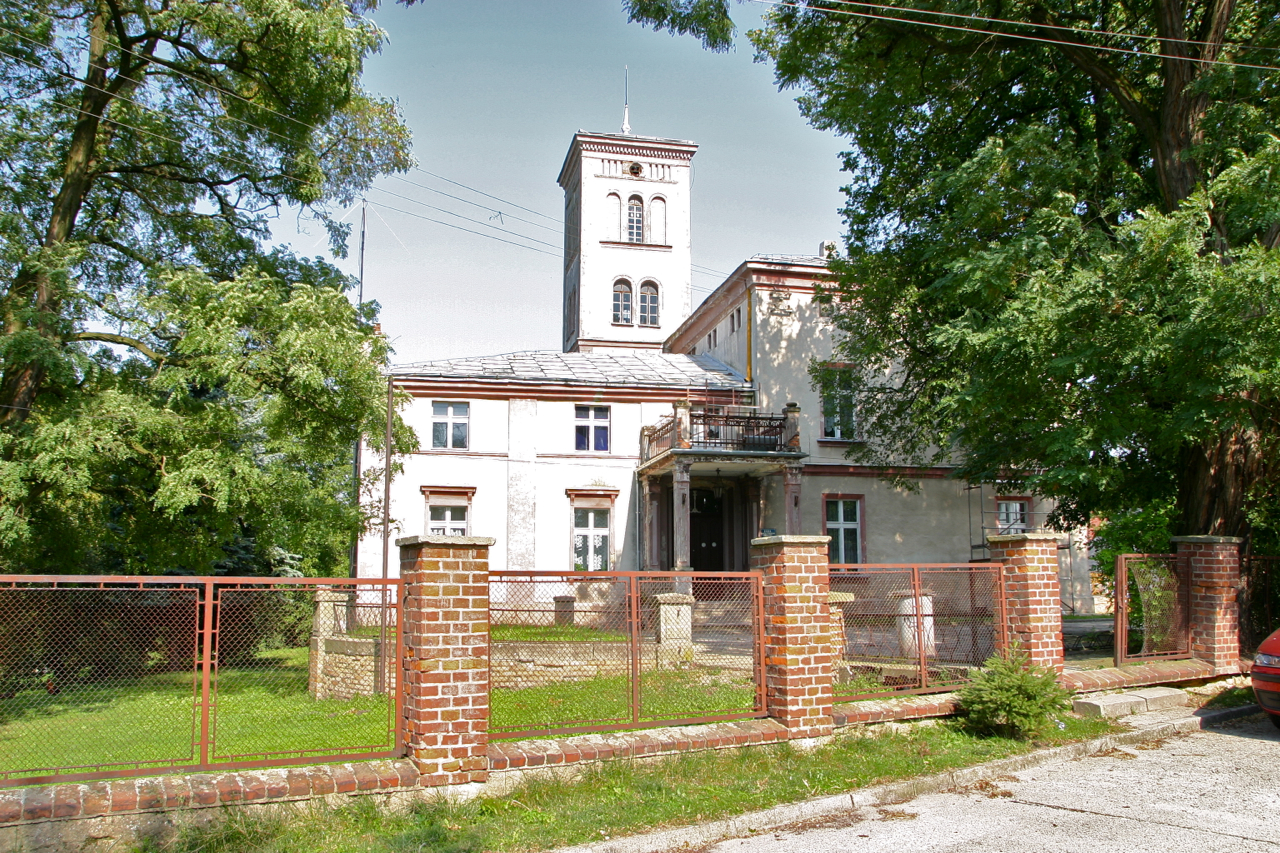
Schloss Twardawa

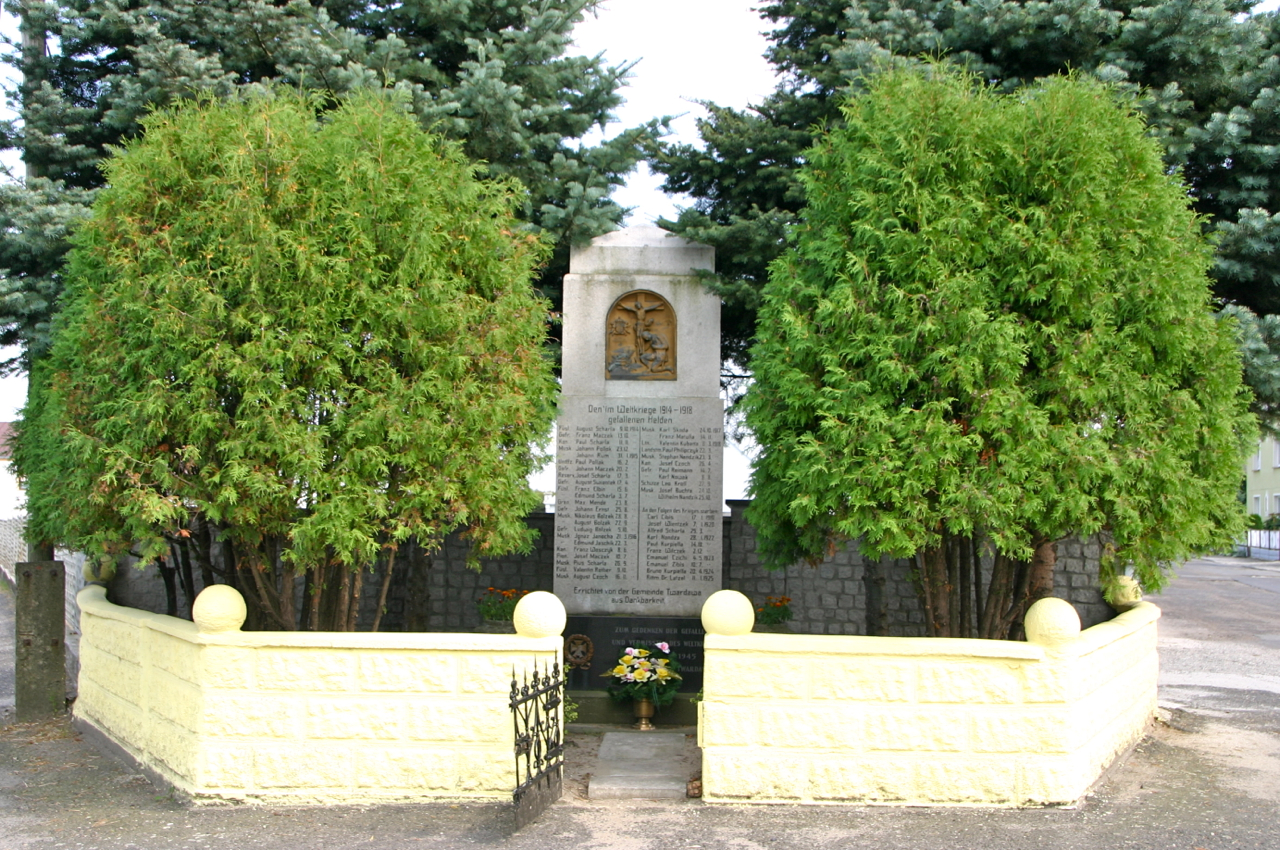
Gefallenendenkmal

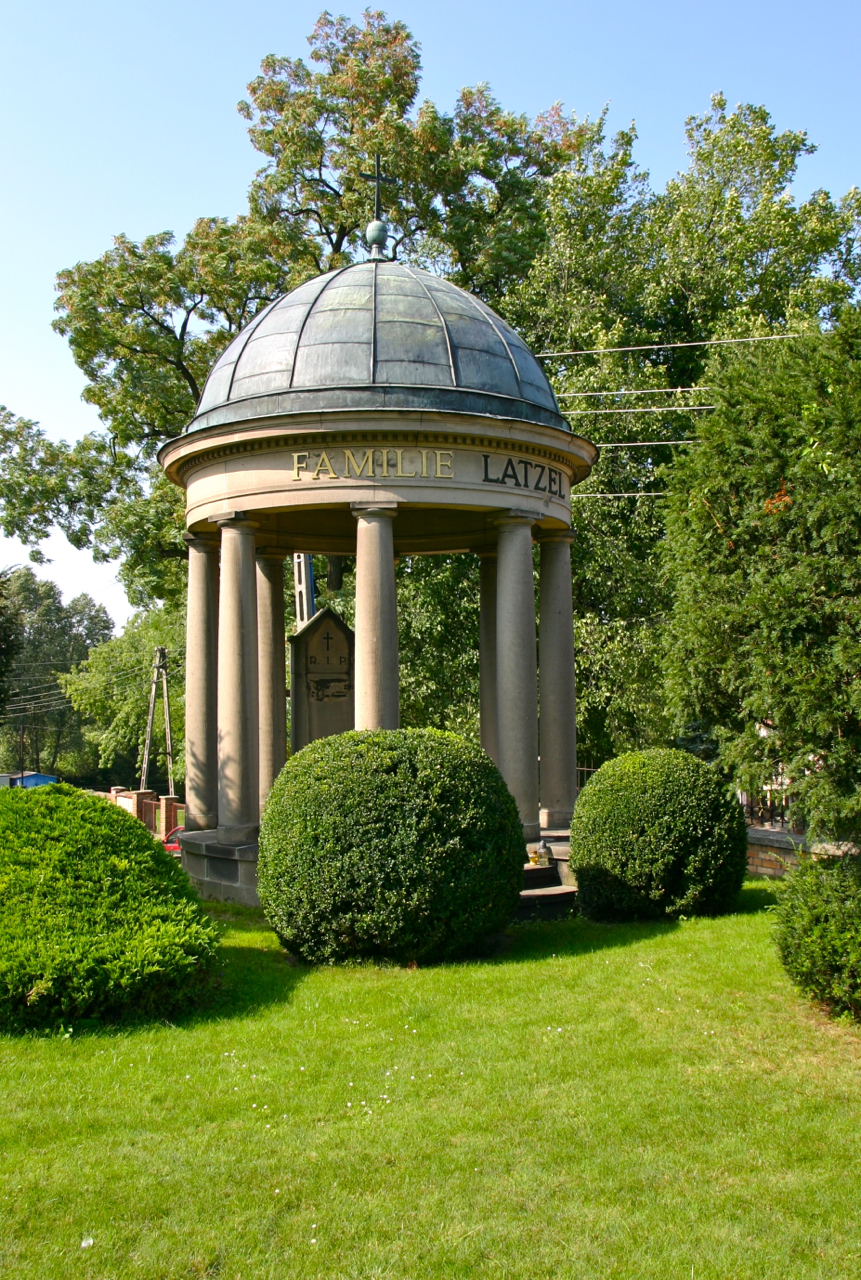
Der Friedhof mit Mausoleum der Familie Latzel

Der Ort wurde am 8. September 1223 erstmals urkundlich in einem in Leubus verfassten Dokument als „Tuardova“ erwähnt. In diesem Dokument bestimmte Lorenz, Bischof von Breslau, auf die Bitte des Abts Günther von Leubus den Sprengel der Marienkirche zu Kasimir, dem Twardawa zugeordnet wurde. Der Ort wurde 1295 im Liber fundationis episcopatus Vratislaviensis urkundlich als „Twardowa“ erwähnt. Am 13. Juli 1305 wurde erstmals eine Kirche am Ort erwähnt. 1369 wurde der Ort als Swardowa erwähnt.
1603 war Georg Twardawa Besitzer des Patronatsdominiums. Die ältesten Einträge in der Pfarrchronik stammen aus dem Jahr 1629. Nach dem Ersten Schlesischen Krieg fiel Twardawa 1742 mit dem größten Teil Schlesiens an Preußen.
Nach der Neuorganisation der Provinz Schlesien gehörte die Landgemeinde Twardawa ab 1816 zum Landkreis Neustadt O.S. im Regierungsbezirk Oppeln. 1835 wurde das Vorwerk Marienhof angelegt. 1845 bestanden in Ort eine katholische Pfarrkirche, eine katholische Schule, eine Wassermühle, zwei Vorwerke, ein Schankwirtschaft, ein Kretschmer, ein Schmied und 80 Häuser. Im gleichen Jahr zählte Twardawa 608 Einwohner, davon 10 evangelisch. 1865 zählte der Ort zusammen mit der Kolonie Malkowitz 21 Bauern-, 33 Gärtner- und acht Häuslerstellen. Zu diesem Zeitpunkt hatte der Ort eine zweiklassige Schule mit 125 Schülern. 1874 wurde der Amtsbezirk Twardawa gegründet, welcher die Landgemeinden Dobersdorf und Twardawa und den Gutsbezirken Dobersdorf und Twardawa umfasste. Erster Amtsvorsteher war der Rittergutsbesitzer Carl Pulst in Twardawa.
Bei der Volksabstimmung in Oberschlesien am 20. März 1921 stimmten 362 Wahlberechtigte für einen Verbleib bei Deutschland und 86 für die Zugehörigkeit zu Polen, im Gutsbezirk Twardawa stimmten 112 Personen für Deutschland und zwei für Polen. Twardawa verblieb beim Deutschen Reich. 1933 lebten im Ort 1035 Einwohner. Am 15. Juni 1936 wurde der Ort in Hartenau umbenannt. 1939 hatte der Ort 979 Einwohner. Bis 1945 befand sich der Ort im Landkreis Neustadt O.S.
1945 kam der bisher deutsche Ort unter polnische Verwaltung, wurde in Twardawa umbenannt und der Woiwodschaft Schlesien angeschlossen. 1950 kam der Ort zur Woiwodschaft Oppeln und seit 1999 gehört er zum wiedergegründeten Powiat Prudnicki. Am 22. April 2009 wurde in der Gemeinde Oberglogau, der Twardawa angehört, Deutsch als zweite Amtssprache eingeführt. Am 1. Dezember 2009 erhielt der Ort zusätzlich den amtlichen deutschen Ortsnamen Twardawa.

## Sehenswürdigkeiten und Denkmale
- Die römisch-katholische Kirche St. Margareta (poln. Kościół św. Małgorzaty Dziewicy) stammt aus dem 17. Jahrhundert. Der Kirchturm wurde 1799 errichtet. Der Kirchenbau steht seit 1958 unter Denkmalschutz.[8]
- Das Schloss Twardawa wurde im 19. Jahrhundert im Stil des Klassizismus errichtet. Das Schloss ist umgeben von einem kleinen Park.[9]
- Denkmal für die Gefallenen beider Weltkriege
- Bildstock
- Wegkapelle
- Kapelle
- Wegkreuze
- Bahnhofsgebäude aus dem Jahr 1905
- Friedhof mit zahlreichen historischen Grabsteinen und mit Mausoleum

## Vereine
- Freiwillige Feuerwehr OSP Twardawa
- Fußballverein KS Twardawa